# Samiam
Samiam är ett amerikanskt band från Berkeley, Kalifornien.

## Biografi
Samiam  bildades mot slutet av år 1988. I januari 1989 hade gruppen sin första spelning, tillsammans med Christ on Parade. Till en början släppte bandet skivor på skivbolaget New Red Archives och Hopeless Records i USA och på Burning Heart Records i Europa. I mitten av 1990-talet kontrakterades bandet av lite större skivbolag, först Atlantic Records och senare Ignition/Tommy Boy. Den kommersiella framgången uteblev emellertid, även om låten "Capsized" fick en del speltid på MTV. Bandet turnerade flitigt i Europa, Nordamerika och Japan, tillsammans med band som Bad Religion, Green Day och Millencolin.

## Diskografi

### Album
- Samiam (1990)
- Soar (1991)
- Billy (1992)
- Clumsy (1994)
- You Are Freaking Me Out (1997)
- The New Red Years (1999)
- Astray (2000)
- Whatever's Got You Down (2006)
- Orphan Works (2010)
- Trips (2011)

### EP (urval)
- Search & Destroy (1999)